# Elmer Abonía Rodríguez
Elmer Abonía Rodríguez (Colombia,1973-Guachené, 22 de diciembre de 2023) fue un político y contador público colombiano,  
Fue alcalde del municipio de Guachené, Cauca, y por haber sido concejal de la localidad de Caloto, Cauca entre los años 2000 y 2007. Fue asesinado el 22 de diciembre de 2023 en Guachené mientras todavía ejercía su cargo como alcalde. 

## Biografía
Abonía Rodríguez obtuvo un título en Contaduría Pública de la Universidad del Valle, y realizó especializaciones en Gerencia Tributaria y Derecho Administrativo. Al comienzo de su carrera, se desempeñó como gerente de la Cooperativa Multiactiva de Caloto, Cauca, y ocupó un escaño en el concejo del mismo municipio entre los años 2000 y 2007.
Tras su paso por el concejo, en 2008 fue nombrado jefe de control interno de la alcaldía del municipio de Guachené, Cauca, cargo que ocupó hasta 2011. Acto seguido, se convirtió en secretario administrativo y financiero de la localidad, permaneciendo en dicho puesto hasta 2015.
Vinculado al Partido Liberal Colombiano, Abonía Rodríguez resultó electo a la alcaldía de Guachené en las elecciones regionales de 2019 con un total de 5360 votos.

## Asesinato
A una semana de entregar su cargo como alcalde, Abonía Rodríguez fue asesinado con arma de fuego el 22 de diciembre de 2023 en la Vereda Cabito, en zona rural del municipio de Guachené. Aunque fue trasladado de urgencia a un centro asistencial en Puerto Tejada, falleció a causa de las heridas.